# Starčeviće
Starčeviće (en serbe cyrillique : Старчевиће) est un village de Serbie situé dans la municipalité de Tutin, district de Raška. Au recensement de 2011, il comptait 176 habitants.

## Démographie

### Évolution historique de la population
| 1948 | 1953 | 1961 | 1971 | 1981 | 1991 | 2002 | 2011 |
| ---- | ---- | ---- | ---- | ---- | ---- | ---- | ---- |
| 278  | 319  | 505  | 345  | 315  | 269  | 194  | 176  |

|  |